# Tenisz az 1906. évi nyári olimpiai játékokon
Az 1906-os pánhellén olimpián a teniszben négy számban avattak olimpiai bajnokot.

## Éremtáblázat
A táblázatban a rendező ország csapata és a magyar csapat eltérő háttérszínnel, az egyes számoszlopok legmagasabb értéke vagy értékei vastagítással kiemelve.
| Az 1906. évi nyári olimpiai játékok éremtáblázata teniszben | Az 1906. évi nyári olimpiai játékok éremtáblázata teniszben | Az 1906. évi nyári olimpiai játékok éremtáblázata teniszben | Az 1906. évi nyári olimpiai játékok éremtáblázata teniszben | Az 1906. évi nyári olimpiai játékok éremtáblázata teniszben | Olimpia  |
| ----------------------------------------------------------- | ----------------------------------------------------------- | ----------------------------------------------------------- | ----------------------------------------------------------- | ----------------------------------------------------------- | -------- |
|                                                             | Ország                                                      | Arany                                                       | Ezüst                                                       | Bronz                                                       | Összesen |
| 1.                                                          | Franciaország (FRA)                                         | 3                                                           | 1                                                           | 0                                                           | 4        |
| 2.                                                          | Görögország (GRE)                                           | 1                                                           | 3                                                           | 2                                                           | 6        |
| 3.                                                          | Cseh Királyság (BOH)                                        | 0                                                           | 0                                                           | 2                                                           | 2        |
|                                                             |                                                             |                                                             |                                                             |                                                             |          |
| Összesen                                                    | Összesen                                                    | 4                                                           | 4                                                           | 4                                                           | 12       |

## Érmesek
| Az 1906. évi nyári olimpiai játékok érmesei teniszben |                                                    |                                                            |                                                        |
| Versenyszám                                           | Arany                                              | Ezüst                                                      | Bronz                                                  |
| Férfi egyes                                           | Max Decugis · Franciaország (FRA)                  | Maurice Germot · Franciaország (FRA)                       | Zdeněk Žemla · Cseh Királyság (BOH)                    |
| Női egyes                                             | Ezmé Szimiriótu · Görögország (GRE)                | Szofía Marínu · Görögország (GRE)                          | Effroszíni Paszpáti · Görögország (GRE)                |
| Férfi páros                                           | Franciaország (FRA) · Max Decugis · Maurice Germot | Görögország (GRE) · Joánisz Bálisz · Xenofon Kasdaglis     | Cseh Királyság (BOH) · Ladislav Žemla · Zdeněk Žemla   |
| Vegyes páros                                          | Franciaország (FRA) · Marie Decugis · Max Decugis  | Görögország (GRE) · Szofía Marínu · Jeórjiosz Szimiriótisz | Görögország (GRE) · Aszpaszía Máca · Xenofon Kasdaglis |

## Magyar szereplés
Egyetlen magyar versenyző, Vitous Károly indult férfi egyesben, eredménye helyezetlen. Vitous vagy Vitus nevű teniszező 1903 és 1908 között magyar teniszévkönyvekben nem szerepel. Valószínűleg Lauber Dezső – ekkor magyar főiskolai teniszbajnok, aki több néven is indult magyar teniszversenyeken, és a magyar olimpiai csapat titkáraként jelen volt a játékokon – játszott álnéven. Miután az első mérkőzésen veszített – és így kiesett a versenyből – a cseh Zdeněk Žemla ellen, elhallgatta olimpiai szereplését.